# Käsch
Käsch (englisch Cash, auch Caixas, Sapeques oder Gongs im 16. bis 19. Jahrhundert von Europäern genannt) ist die Bezeichnung für chinesische, japanische, koreanische, vietnamesische und sino-indonesische alte Kursmünzen aus Messing, Bronze, Kupfer oder sehr selten Eisen bzw. Zinn oder Blei mit einem meist quadratischen und selten runden Loch in der Mitte. In der Ming-Zeit bestanden diese Münzen aus besonders stark bleihaltiger Bronze, so dass sie sehr leicht durch Bruch halbiert und geviertelt werden konnten. Diese Münzart war von Anfang an eine meist uneinlösbare Scheidemünze der unteren Bevölkerungsschichten. Gold oder Silber wurden daher auch für Käschmünzen niemals verwendet. Siehe ergänzend Tael und Lochmünzen.
Münzen dieses Typs wurden während eines Zeitraums von über zwei Jahrtausenden hergestellt; vom dritten Jahrhundert vor Christus bis zu Beginn des zwanzigsten Jahrhunderts. Ihre Vorläufer waren das Gerätegeld, das Spaten- und Messergeld. Die Käsch-Münzen wurden meist unter Umgehung der Fertigungsstufen Zain und Ronde im sogenannten Münzbaum gleich mit dem Schriftbild gegossen. Nach dem Ausbrechen aus dem Guss-Münzbaum und dem anschließenden Entgraten erfolgte noch eine abschließende Politur. Keine andere Münzsorte war auch nur annähernd so langlebig. Als Nominal war die Münze zu einem Käsch am gebräuchlichsten, es existierten auch noch mehrfache Käschwerte, welche ebenfalls unter dem Sammelbegriff Käsch-Münzen zusammengefasst werden. Formal galten meist 1000 Käsch-Münzen einem Tael-Silberbarren. Der Wert einer Käschmünze konnte von Provinz zu Provinz erheblich differieren, was insbesondere in China tätige Ausländer vor erhebliche Probleme stellte.
Während Münzen aus europäischen Monarchien meist das Porträt und/oder den Namen des Herrschers zeigen, war es in China tabu, das Gesicht oder den Namen des Kaisers darzustellen. Stattdessen wurde auf den Münzen der Name der jeweiligen Regierungsepoche angegeben.
Üblicherweise zog man Käschmünzen auf Schnüre. Eine Schnur mit fünfhundert Münzen wurde Tiao genannt; drei Tiaos wiederum ergaben ungefähr einen Tael-Silberbarren, die größte, selbst aber durch keine Münze verkörperte chinesische Währungseinheit. Wie Justus Scheibert in Der Krieg in China 1900–1901 festgestellt hat, hätte man für den Transport von diesen Scheidemünzen im Wert von nur 20 Goldmark bereits eines eigenen Trägers bedurft. Sehr bald behalfen sich die Europäer daher mit der Verwendung von Schecks, was überdies die Gefahr von Raubüberfällen minimierte.
Später band man die Münzen auch in kunstvoller Weise zu sogenannten Käsch-Schwertern zusammen, die als Glückssymbol und Talisman zur Abwehr feindlich gesinnter Geister dienen sollten. Entscheidend war unter anderem auch die Zahl der Münzen; beliebt war insofern etwa die 108. Häufig wurden die Käsch-Schwerter jungen Hochzeitspaaren geschenkt, die das Schwert dann übers Bett hängten.

## Etymologie
Das Wort „Käsch“ leitet sich von dem Sanskrit-Begriff कर्ष karsha (kleine Münze mit bestimmtem Gewicht) und dem Tamil-Wort kasu (kleines Geldstück) her. Es besteht trotz der Wortgleichheit im Englischen keine Verwandtschaft mit englisch cash im Sinne von Bargeld. Letzteres ist von altfranzösisch caisse oder italienisch cassa abgeleitet, was Geldkiste oder Kasse bedeutet.

## Galerie

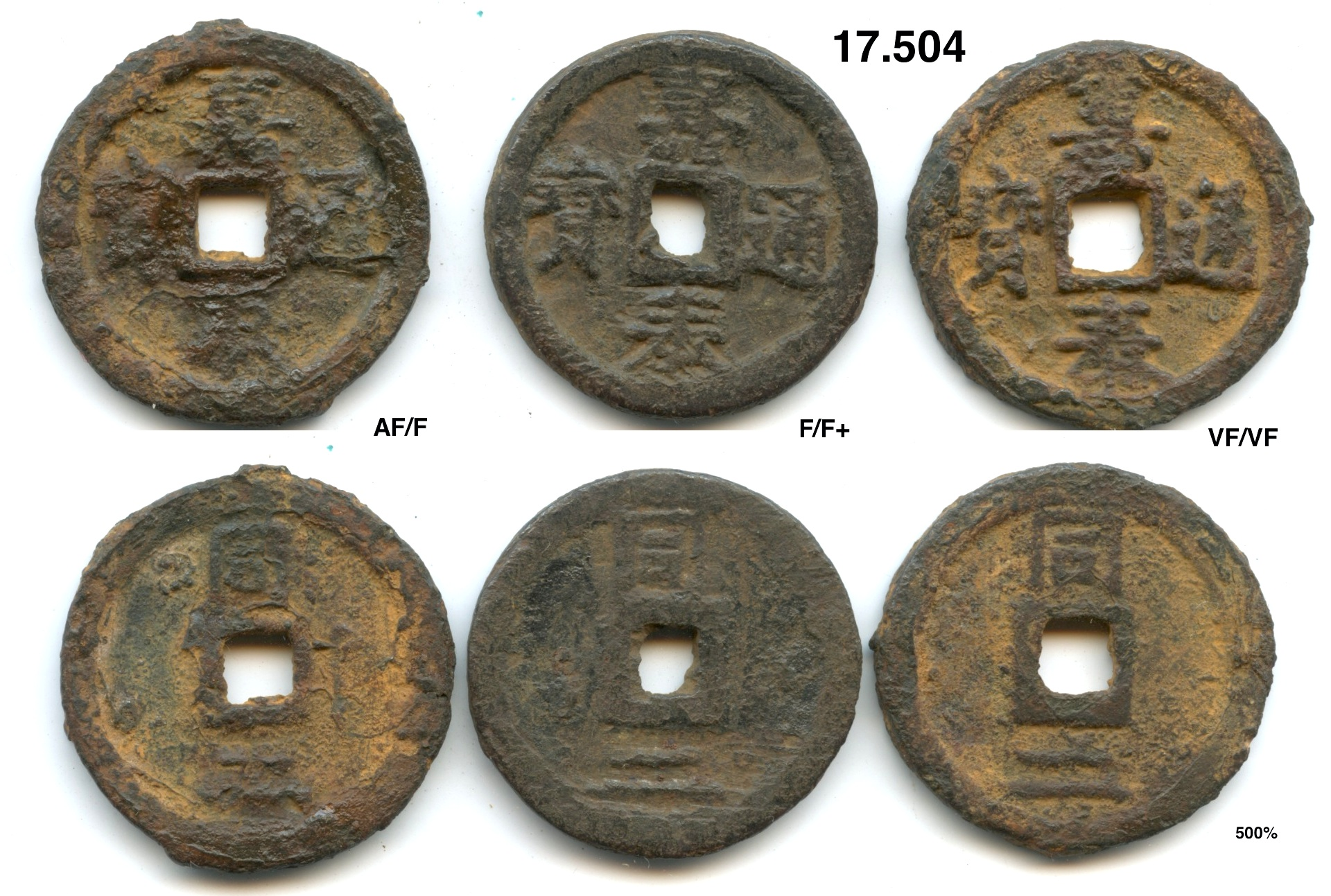
Chinesische Münzen aus der Song-Zeit (960–1279)
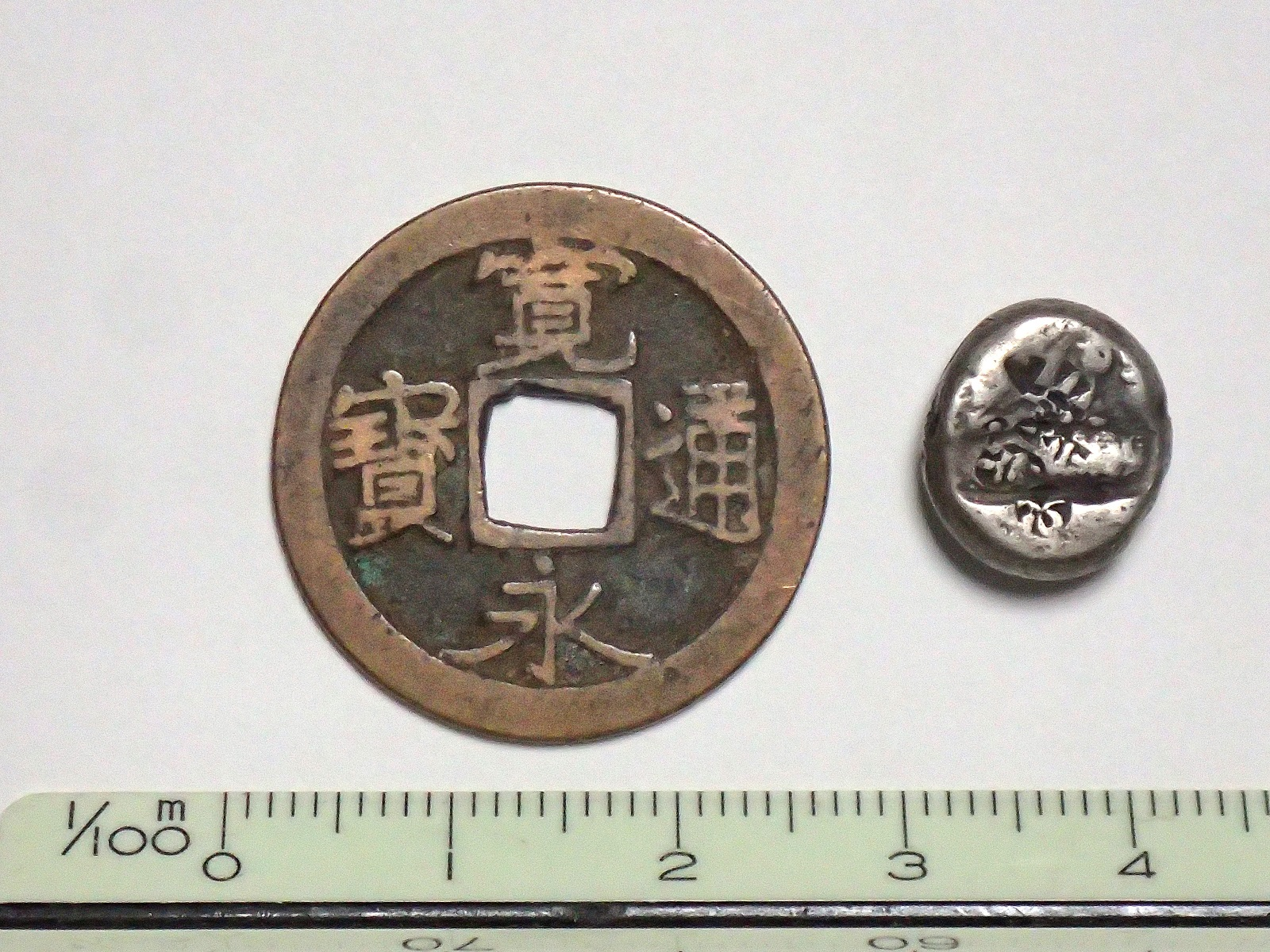
Japanische Münzen 2 – Größenvergleich
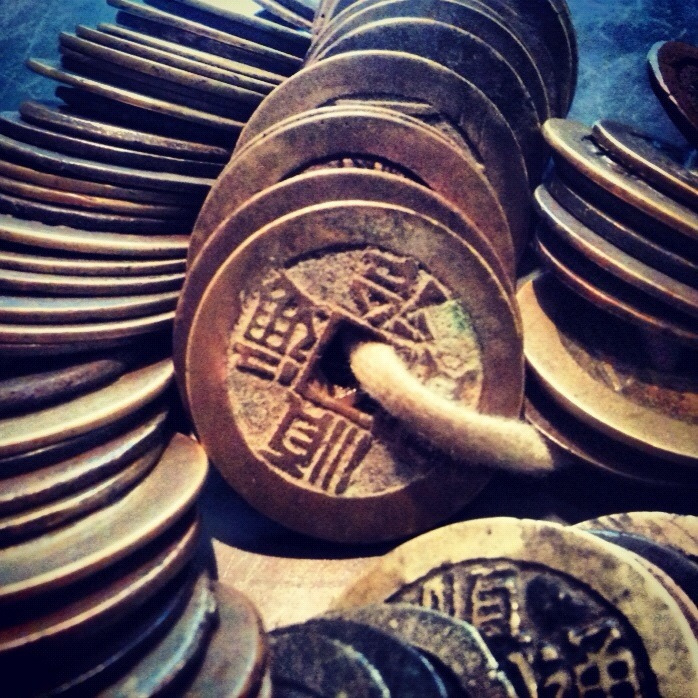
Chinesisches Käschbund
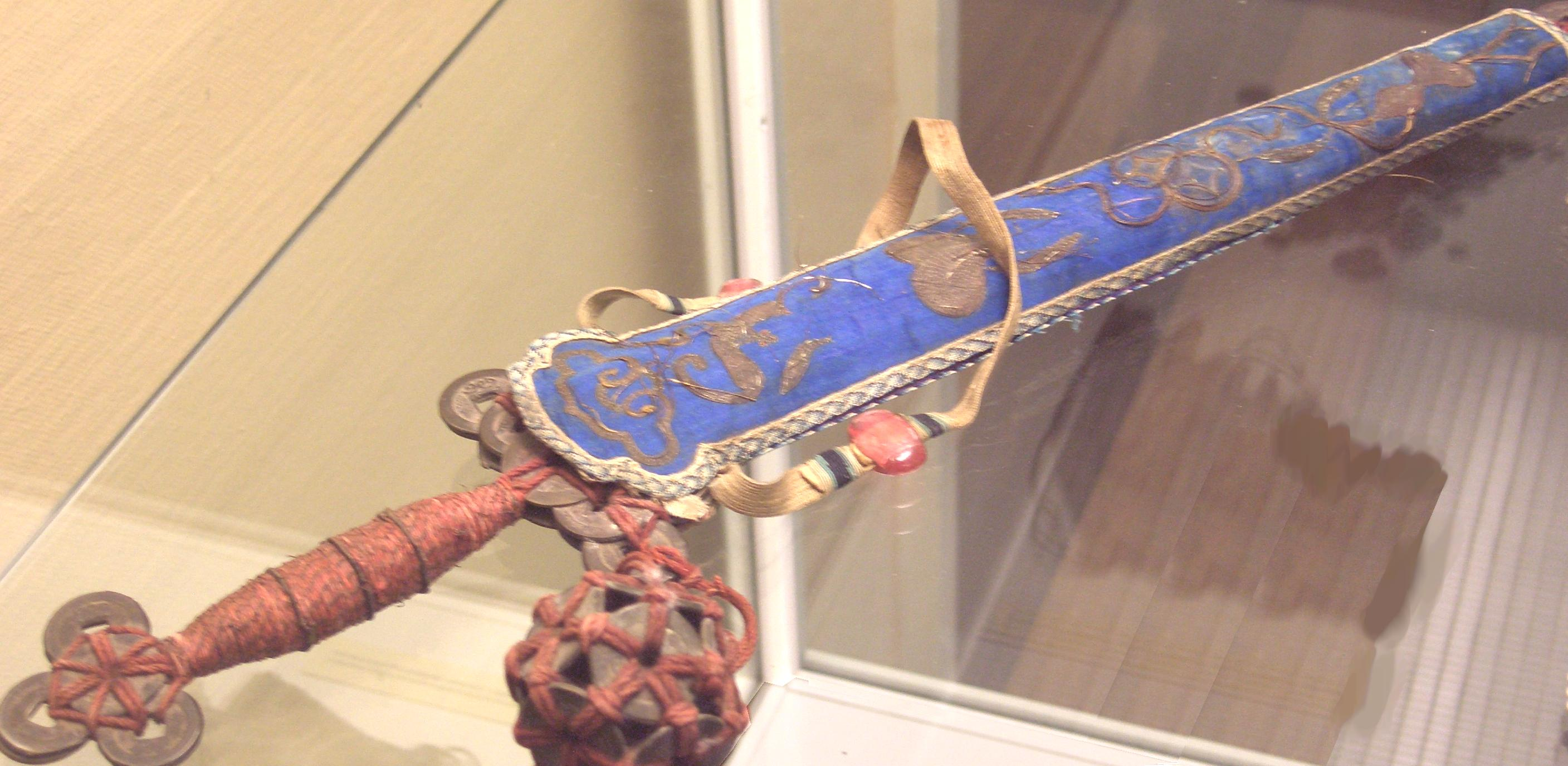
Daoistisches Käsch-Schwert, 19. Jahrhundert